# Guéhenno
Guéhenno település Franciaországban, Morbihan megyében. Lakosainak száma 804 fő (2022. január 1.). Guéhenno Guégon, Cruguel, Billio, Saint-Jean-Brévelay, Bignan és Buléon községekkel határos.

## Népesség
A település népességének változása:
| Lakosok száma | 900  | 844  | 835  | 786  | 797  | 793  | 796  | 800  | 796  | 804  |
|               | 1968 | 1982 | 1990 | 2006 | 2013 | 2015 | 2017 | 2019 | 2020 | 2022 |